# Ponceau SX
El Ponceau SX es un colorante sintético de color rojo empleado en diversas industrias: alimentaria, textil y cosmética. Al aparecer como colorante alimentario se denomina con el código: E125. Se tiene noticias de este colorante desde 1886 en el que Nölting & Kohn reporta por primera vez la forma sintetizarlo. Se suele emplear en las cáscaras de ciertas frutas con el objeto de embellecerlas o de que parezcan más atractivas a los consumidores. En EE. UU. no se emplea en alimentos desde 1976.

## Características
Suele presentarse como un polvo rojo, a veces en gránulos. Se disuleve fácilmente en agua (11% a 25 °C). y al disolverse proporciona una disolución entre rojo y anaranjado. Es menos soluble en glicerol. Se suele denominar a este colorante con la sal disódica. Es estable en medios ácidos (pH 3) además de ser resistente a la luz.